# Kiachln
I Kiachln sono un dolce della tradizione culinaria trentina, poco diffuso nel resto dell'Italia, preparato e consumato generalmente in occasione del periodo natalizio.
I Kiachln sono una sorta di ciambelle fatte di pasta lievitata e fritta in olio bollente; (una variante presenta una forma di frittella tonda con una conca al centro da riempire con marmellata)
Anche se gli ingredienti e la preparazione sono molto semplici, ci sono enormi differenze di gusto e qualità a seconda del cuoco.
Di solito sono fatto solo in occasioni speciali, ma nel periodo di Natale sono sempre di stagione.